# Draco Malfoy
Draco Malfoy (* 5. června 1980) je fiktivní postava ze série knih J. K. Rowlingové „Harry Potter“. Je synem Luciuse a Narcissy Malfoyových. Ve Škole čar a kouzel v Bradavicích je zařazen do Zmijozelu. Je pyšný na svou čistou krev, nemá rád mudly a mudlorozené čaroděje. Jak on tak i jeho otec jsou Smrtijedi. Ve škole je stále doprovázen spolužáky Vincentem Crabbem a Gregorym Goylem. Draco je popisován jako vysoký chlapec s bledým obličejem, ulízanými blonďatými vlasy a světle šedýma očima. I když Draco často dává najevo nadřazenost, v krizových situacích se projevuje jako strašpytel, např. v prvním díle při školním trestu v Zapovězeném lese, kdy utekl před postavou v kápi. Připadá si, že je něco víc než obyčejný čaroděj. Jeho otec pracuje pro Voldemorta. Ve filmovém zpracování ho ztvárnil Tom Felton. Jméno Draco znamená drak, příjmení Malfoy patrně vychází z francouzského mal foi – zlá víra, nepoctivost.

## V knihách

### První dva díly
Draco se poprvé objeví v obchodě madame Malkinové, když si tam Harry přijde koupit hábity. Nepozná, že se k němu chce Harry chovat přátelsky, a tak s ním hned začne jednat arogantně. Zeptá se, jestli jsou jeho rodiče jejich (čistokrevní) a řekne mu, že si myslí, že původem mudlové by vůbec neměli být přijímáni ke studiu. Také hned prozradí, že by chtěl být ve Zmijozelu. Znovu se s Harrym potkají v Bradavickém expresu. Poté, co Draco uráží Weasleyovy, Harry odmítne jeho nabídku k přátelství, a tak začne jejich další nepřátelství. Moudrý klobouk zařadí Draca, jak předpokládal, do Zmijozelu ještě než se vůbec stačí dotknout jeho hlavy. Draco se stane oblíbencem učitele lektvarů a zmijozelského ředitele Severuse Snapea. Později naláká Harryho na půlnoční souboj a doufá, že ho po večerce přistihne školník Argus Filch. Harry před ním ale uteče.
Ve druhém díle se Draco stane chytačem zmijozelského famfrpálového mužstva poté, co jeho otec daruje týmu nová košťata (Nimbus 2001). Když to Hermiona komentuje tím, že v Nebelvíru se hráči do týmu dostávají díky talentu a ne díky úplatkům, řekne o ní, že je mudlovská šmejdka. To rozčílí všechny Nebelvírské kromě Harryho a Hermiony, kteří, jako vychovaní mudly, nevědí, co to znamená. Kvůli tomu také pak Harry, Ron a Hermiona podezřívají Draca, že je Zmijozelův dědic, který otevírá Tajemnou komnatu. Harry a Ron se promění pomocí mnoholičného lektvaru v Crabbea a Goylea a snaží se z Draca dostat nějaké informace, ale zjistí jen, že Draco dědicem není.

### Třetí, čtvrtý a pátý díl

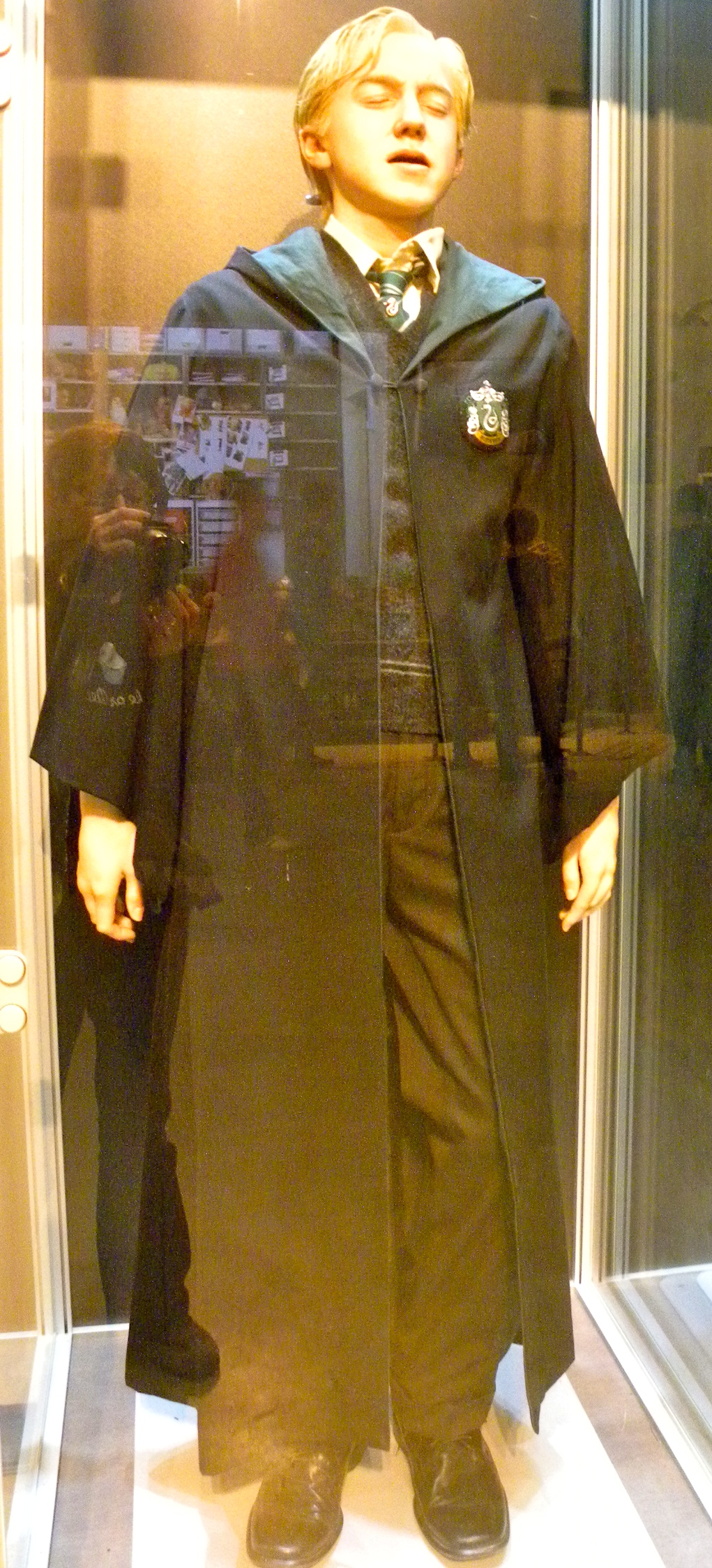
Figurína Draca Malfoye

Na začátku třetího ročníku je během první Hagridovy hodiny péče o kouzelné tvory Draco napadnut hipogryfem Klofanem poté, co ho urazí, ačkoli Hagrid předtím studenty varoval, ať to nedělají. Předstírá závažné zranění, kvůli čemuž je famfrpálový zápas mezi Zmijozelem a Nebelvírem odložen na později. Draco toho chce zároveň využít k tomu, aby očernil Hagrida a dostal ho pryč ze školy. Hagrid je osvobozen, ale Klofan je odsouzen k popravě. Draco také pobízí Harryho, aby se pomstil Siriusi Blackovi za to, co měl udělat jeho rodičům.
Poté, co je Harry nečekaně vybrán jako čtvrtý bradavický šampion v turnaji tří kouzelnických škol, vyvolá Draco akci proti Harrymu a vytvoří odznaky s nápisem "Podporujte Cedrica Diggoryho" a "Potter je hnusák". Harry a Draco na sebe navzájem zaútočí, ale kouzla zasáhnou Hermionu a Goylea. Draco také poskytuje rozhovory Ritě Holoubkové, ve kterých jí dává zlomyslné a často lživé informace o Harrym a Hagridovi. Když se Draco pokusí zákeřně zezadu zaútočit na Harryho, promění ho Barty Skrk ml. v přestrojení za Alastora Moodyho ve fretku a mlátí s ním o zem. Vánoční ples Draco navštívil s Pansy Parkinsonovou.
V pátém díle se Draco stane spolu s Pansy Parkinsonovou zmijozelským prefektem a protože pak podporuje i Dolores Umbridgeovou, stane se členem "vyšetřovatelského sboru", čehož značně využívá jako ostatní jeho členové. V rámci něho se podílí na odhalení Brumbálovy armády. Předtím také (poté, co Nebelvír porazí Zmijozel ve famfrpálu) posměšnými urážkami provokuje Harryho, Freda a George, kteří se na něj vrhnou. Za to jim Umbridgeová udělí doživotní zákaz hraní famfrpálu. Zákaz později po jejím odvolání pozbyl platnosti. Poté, co je Dracův otec uvězněn v Azkabanu spolu s dalšími Smrtijedy, se za to Draco několikrát pokusí Harrymu pomstít. Poprvé tomu zabrání Snape a McGonagallová, podruhé členové Brumbálovy armády, kteří ho (a s ním Crabba s Goylem) spacifikovali.

### Šestý díl
V šestém díle Voldemort udělí Dracovi náročný úkol – zabít Brumbála. Jeho matka se bojí, že to nezvládne, a tak spolu s Belatrix navštíví Snapea a ten se zaručí neporušitelným slibem, že Dracovi pomůže. Později sledují Harry, Ron a Hermiona Draca k Borginovi a Burkesovi, kde chce po Borginovi opravit nějakou věc a chce, aby mu zároveň nějakou schoval a neprodával ji. Draco Borginovi ukáže něco na své ruce a Harry si myslí, že je to znamení zla. V Bradavickém expresu Harry opět Draca sleduje pod neviditelným pláštěm s tím, že ho chce slyšet, jak se chlubí zmijozelským s úkolem, který mu Voldemort dal. Draco zjistí, že tam Harry je, a tak ho znehybní (pomocí kletby Petrificus totalus), zlomí mu nos a nechá ho ve vagónu. Harryho pak zachrání Nymfadora Tonksová (ve filmu Lenka Laskorádová).
Většinu školního roku Harry stráví tím, že se snaží odhalit Dracovo tajemství. Když je napadena Katie Bellová a Ron, Harry si pokaždé myslí, že za tím stojí Draco (má pravdu). Draco celý rok využívá Komnatu nejvyšší potřeby, aby opravil rozplývavou skříň, pomocí které budou moci Smrtijedi vniknout do Bradavic. Stejná skříň je i u Borgina a Burkese. Vchodem do jedné se dá dostat do druhé. Dracovi se to dlouho nedaří a psychicky se kvůli tomu zhroutí, našel přítelkyni v Ufňukané Uršule. Harry ho uslyší u Uršuly, na dívčích záchodcích, Draco se proti němu pokusí použít kletbu Cruciatus, Harry je ale rychlejší a použije zaklínadlo Sectumsempra. To způsobí Dracovi vážná zranění, od kterých mu pomůže Snape, protože cítí vliv neporušitelného slibu.
Krátce před koncem se Dracovi podaří opravit rozplývavou skříň a do Bradavic vniknou Smrtijedi. Dracovi se také podaří zajmout Brumbála, který si s ním dlouhou dobu povídá o tom, co Draco dělá a proč to dělá. Brumbál ví, že útoky na Katie Bellovou a Rona byly ve skutečnosti směřované proti němu a ví o úkolu, který Voldemort dal Dracovi. Draco stále váhá, jestli zabije Brumbála, nebo ne. Nakonec však zjistí, že to nedokáže a od té doby se v něm probouzí svědomí a dobrá vůle. Pak přijde Snape, zabije Brumbála a spolu s Dracem a ostatními Smrtijedy uprchnou z Bradavic.

### Sedmý díl
Malfoyovi se stanou váhavými pobočníky Voldemorta, který nyní využívá jejich sídlo jako ústředí. Když jsou Harry, Ron a Hermiona zajati, Draco je vyzván k tomu, aby je identifikoval. Váhá ale, zda by jim nakonec neměl spíš pomoct, protože už si začíná uvědomovat hrůznost a nesmyslnost Voldemortova režimu. Nakonec se rozhodne pro jakýsi neutrální tah, řekne pouze, že by to mohli být oni a nepomůže tím vlastně nikomu. Před jejich úspěšným útěkem vyhraje Harry nad Dracem v souboji a získá tak jeho hůlku.
Když se Harry, Ron a Hermiona snaží získat diadém Roweny z Havraspáru, Draco, Crabbe a Goyle je pronásledují, aby získali Harryho živého a ochránili diadém. Crabbe ale neposlouchá Draca a pokusí se trojici zabít pomocí zložáru, ale místo nich zemře sám. Draco a Goyle jsou zachráněni Harrym, Ronem a Hermionou. Poté, co se dostanou z Komnaty nejvyšší potřeby, Draco truchlí nad ztrátou přítele. Během bitvy o Bradavice se Draco vymlouvá z boje před Smrtijedem, který ho chce nakonec zabít a znovu je zachráněn Harrym a Ronem.
Protože se Dracova matka bojí o svého syna, řekne Voldemortovi, že je Harry mrtvý, když v něm Voldemort zničil viteál, protože ví, že se se synem setká, až jak se vrátí do Bradavic. Pak vyjde najevo, že Draco se náhodně stal vládcem bezové hůlky, když Brumbála odzbrojil. Harry se pak Dracovou porážkou stal vládcem hůlky místo Draca. Díky tomu Harry přežil, protože bezová hůlka ve Voldemortových rukou odmítla zabít svého pána.
Malfoyovi nebyli uvězněni díky Narcisině pomoci Harrymu, ale pravděpodobně ztratili respekt, který měli před kouzelnickým společenstvím.
Dle závěru posledního dílu se Draco Malfoy oženil a měl jednoho syna Scorpiuse, který byl stejně starý jako druhý syn Harryho Pottera Albus.